# رومان باستوريلي
رومان باستوريلي (بالفرنسية: Romain Pastorelli)‏ (25 مارس 1983 بكاجنيس سور مير في فرنسا - ) هو لاعب كرة قدم فرنسي في مركز الهجوم. لعب مع سي أ باستيا ونادي جازيليك أجاكسيو ونادي فريجوس ونادي كاسي كارنو ونادي هييريه.

## روابط خارجية
- رومان باستوريلي على موقع رابطة كرة القدم الفرنسية للمحترفين (الإنجليزية)
- رومان باستوريلي على موقع قاعدة بيانات كرة القدم.إي يو (الإنجليزية)
- رومان باستوريلي على موقع Soccerway.com (الإنجليزية)